# Савченко, Яков Григорьевич
Яков Григорьевич Савченко (укр. Яків Григорович Савченко; (21 марта 1890, с. Жабки Полтавской губернии, ныне Лохвицкого района Полтавской области Украины — 2 ноября 1937, Киев) — украинский советский писатель, поэт и публицист, литературный критик.
Один из основоположников украинского символизма.

## Биография
Брат поэта-символиста Павла Савченко. Учился в Киевскогом университете (не окончил). Некоторое время учительствовал на Сумщине.
В 1920-х годах работал в прессе, постоянно выступая со статьями, фельетонами, поэзией (в киевских газетах «Большевик» и «Пролетарская правда»), с 1929 года — редактор на ВУФКУ и на киевской кинофабрике (1931—1933). Одновременно преподавал теорию драмы, сценария и литературы на сценарном и режиссерском факультетах Киевского киноинститута.
В 1933 был уволен с преподавательской и редакторской работы по обвинению «в протягивании националистических взглядов». В сентябре 1937 г. Яков Савченко арестован. Был признан «участником антисоветской националистической организации, по заданию которой проводил против Советской власти шпионскую, вредительскую и террористическую деятельность». К тому же, кратковременно сотрудничал в газете «Украина», которая выходила во время Директории УНР в Каменце-Подольском.
1 ноября 1937 Военная Коллегия Верховного Суда СССР вынесла приговор: высшая мера наказания — расстрел.
На следующий день приговор был приведен в исполнение.
В Киеве жил в доме писателей Ролит.

## Творчество
Печататься начал с 1913 года. Первые стихи появились на страницах львовской газеты «Ілюстрована Україна». В 1917—1926 печатался в журнале «Шлях», «Литературно-научный вестник», «Універсальний журнал», «Мистецтво», «Глобус», «Життя й Революція», «Гарт».
В 1918 в Житомире вышел в свет его первый сборник «Поезії, кн. 1», в 1921 — второй сборник «Земля».
В поэзии начал с воспевания национально-освободительной революции, революционной патетики, находился некоторое время под влиянием французского (Стефан Малларме) и русского символизма (Фёдор Сологуб) и стал символистом-неоромантиком.
Как редактор «Литературно-критического Альманаха» (1918) и один из основателей «Музагета», входил в число ведущих деятелей литературной организации «Жовтень», литературной группы «Белая студия» и ВУСПП.
В ряде стихотворений воспел советскую действительность («Ленин», «Нас миллион миллионов»). Автор литературно-критических работ, в частности о творчестве Владимира Сосюры, Дмитрия Загула.
Отдельными изданиями вышли его книги: «Азіятський апокаліпсис» (1926), «Поети й белетристи», «Проти реставрації греко-римського мистецтва» (1927), «Доба й письменник», «Народження українського радянського кіно» (про А. Довженко, 1930), «П’ятнадцять років театру імені Ів. Франка» (1935).